# Strand, Africa de Sud
Strand este un oraș din provincia Wes-Kaap, Africa de Sud.